# Quận Houston, Alabama
Quận Houston là một quận thuộc tiểu bang Alabama, Hoa Kỳ.
Dân số năm 2009 là 100.085 người. Quận lỵ đóng ở Dothan 6

## Địa lý
Theo Cục điều tra dân số Hoa Kỳ, quận có diện tích 1507 km2, trong đó có 3 km2 là diện tích mặt nước.

### Các xa lộ chính
- U.S. Highway 84
- U.S. Highway 231
- U.S. Highway 431
- State Route 52
- State Route 53
- State Route 95

### Quận giáp ranh
- Quận Henry (bắc)
- Quận Early, Georgia (đông)
- Quận Seminole, Georgia (đông nam)
- Quận Jackson, Florida (nam)
- Quận Geneva (tây)
- Quận Dale (tây bắc)